# Danh sách nhà kinh tế học
Dưới đây là danh sách các nhà kinh tế học nổi bật được xếp theo thứ tự chữ cái, đây được xem là các chuyên gia về kinh tế

### A
- Diego Abad de Santillán
- Daron Acemoglu
- Zoltan Acs
- George Akerlof
- Armen Alchian
- Alberto Alesina
- Maurice Allais
- R. G. D. Allen
- Elisabeth Altmann-Gottheiner
- Takeshi Amemiya
- Georges Anderla
- Dick Armey
- Kenneth Arrow
- Anthony Barnes Atkinson
- David B. Audretsch
- Robert Aumann

### B
- Dean Baker
- Ludwig Bamberger
- Paul A. Baran
- William A. Barnett
- Robert Barro
- Yoram Barzel
- Frederic Bastiat
- Kaushik Basu
- Ravi Batra
- Peter Thomas Bauer
- Yoram Bauman
- William Baumol
- Robert Dudley Baxter
- Michael Baye
- Gary Becker
- Dwayne Benjamin
- Albert Rex Bergstrom
- Ben Bernanke
- Jagdish Bhagwati
- Mark Bils
- Kenneth Binmore
- Fischer Black
- Olivier Blanchard
- Walter Block
- Eugen von Boehm-Bawerk
- Peter J. Boettke
- Korkut Boratav
- George Borjas
- Giovanni Botero
- Kenneth E. Boulding
- Heather Boushey
- William Breit
- Martin Browning
- James M. Buchanan

### C
- Ricardo J. Caballero
- Phillip D. Cagan
- Bryan Caplan
- David Card
- Henry Charles Carey
- Alfred D. Chandler, Jr.
- Ha-Joon Chang
- Lin Chen
- Steven N. S. Cheung
- Colin Clark
- Gregory Clark
- John Bates Clark
- John Maurice Clark
- Ronald Coase
- Jean Baptiste Colbert
- Russell W. Cooper
- Antoine Augustin Cournot
- Christopher Coyne
- Tyler Cowen

### D
- Herman E. Daly
- Partha Dasgupta
- Paul Davidson
- Hernando de Soto
- Gérard Debreu
- J. Bradford DeLong
- Harold Demsetz
- Isaac de Pinto
- Pat Devine
- Armando Di Filippo
- Peter Diamond
- Wim Duisenberg
- Simeon Djankov
- Maurice Dobb
- Evsey Domar
- Rudi Dornbusch
- Giovanni Dosi
- Paul Douglas
- Axel Dreher
- Pradeep Dubey
- Jules Dupuit

### E
- William Easterly
- Francis Ysidro Edgeworth
- Ludwig Erhard
- Massimo Ellul
- Kenneth G. Elzinga
- Friedrich Engels
- Stanley Engerman
- Robert F. Engle

### F
- Günter Faltin
- Eugene Fama
- Henry Fawcett
- Nikolaj Prokofevich Fedorenko
- Ernst Fehr
- Irving Fisher
- Marcus Fleming
- John E. Floyd
- Robert Fogel
- James Foster
- Robert H. Frank
- Jeffrey Frankel
- Bruno Frey
- Benjamin M. Friedman
- David D. Friedman
- Milton Friedman
- Ragnar Anton Kittil Frisch
- Roland Fryer
- Masahisa Fujita
- Celso Furtado

### G
- James Kenneth Galbraith
- John Kenneth Galbraith
- A. Ronald Gallant
- Norton Garfinkle
- Mitja Gaspari
- Leonid Gatovsky
- Henry George
- Nicholas Georgescu-Roegen
- Silvio Gesell
- Victor Ginsburgh
- Edward Glaeser
- Jose Antonio Gomariz
- Phil Gramm
- Clive Granger
- Alan Greenspan
- Keith Griffin
- Elgin Groseclose
- Dominique Guellec
- Michael Grossman

### H
- Trygve Haavelmo
- Gottfried Haberler
- Steven C. Hackett
- Eric Hanushek
- Alvin Hansen
- Mahbub ul Haq
- Arnold Harberger
- Tim Harford
- Roy Harrod
- John Harsanyi
- Oliver Hart
- Jerry A. Hausman
- Friedrich Hayek
- Henry Hazlitt
- James Heckman
- Eli Heckscher
- Hazel Henderson
- Noreena Hertz
- Robert Heilbroner
- John Hicks
- Robert Higgs
- Jack Hirshleifer
- Hans Hermann Hoppe
- Branko Horvat
- Leonid Hurwicz

### I
- Otmar Issing

### J
- Robert A. Jarrow
- William Jevons
- Marshall Jevons

### K
- Nicholas Kaldor
- Thomas Kane
- Michal Kalecki
- Leonid Kantorovich
- Ethan Kaplan
- Timothy J. Kehoe
- Peter Kenen
- John Maynard Keynes
- Daniel Kahneman
- Steve Keen
- Charles Kennedy
- Ibn Khaldun
- Mervyn King
- Robert G. King
- Israel Kirzner
- Lawrence Klein
- Frank Knight
- Nikolai Kondratiev
- Tjalling Koopmans
- János Kornai
- Andrey Korotayev
- Naum Krasner
- Lawrence B. Krause
- Jan Kregel
- Michael Kremer
- Paul Krugman
- Per Krusell
- Simon Kuznets
- Finn E. Kydland
- Srgjan Kerim
- Vladimir Kvint

### L
- Arthur Laffer
- David Laidler
- Steven Landsburg
- Oskar Lange
- Richard Layard
- Wassily Leontief
- Richard Levin
- David K. Levine
- Steven Levitt
- Evsei Liberman
- Erik Lindahl
- Friedrich List
- John A. List
- Max O. Lorenz
- Pascal Lorot
- Robert Lucas, Jr.
- Edward Luttwak

### M
- Donald MacDougall
- Edmond Malinvaud
- Thomas Malthus
- Gerard de Malynes
- Ernest Mandel
- N. Gregory Mankiw
- Harry Markowitz
- Alfred Marshall
- Xavier Sala-i-Martin
- Karl Marx
- Eric Maskin
- Richard Maybury
- Deirdre McCloskey
- Daniel McFadden
- Lionel W. McKenzie
- David McWilliams
- Carl Menger
- Robert C. Merton
- Leo Michelis
- David Miles
- John Stuart Mill
- Jacob Mincer
- James Mirrlees
- Ludwig von Mises
- Franco Modigliani
- Herbert Mohring
- Gustave de Molinari
- Michio Morishima
- Dale Mortensen
- Robert Mundell
- Richard Murnane
- Tim Murray
- John Muth
- Alva Myrdal
- Gunnar Myrdal

### N
- John Forbes Nash
- Richard Nelson
- Nikolay Nenovsky
- John von Neumann
- Stephen Nickell
- Douglass North

### O
- Bertil Ohlin
- Walter Oi
- Arthur Melvin Okun
- Mancur Olson

### P
- Franz Palm
- Vilfredo Pareto
- Jacques Parizeau
- Mohammad Hashem Pesaran
- Carlota Perez
- Douglas Peters
- Sir William Petty
- Edmund Phelps
- William Phillips
- Arthur Cecil Pigou
- Christopher A. Pissarides
- Michael Porter
- Michael Polanyi
- Jean-Pierre Ponssard
- Richard Posner
- Edward C. Prescott
- Clyde V. Prestowitz Jr.
- Raúl Prebisch

### Q
- Danny Quah
- Francois Quesnay

### R
- Frank Plumpton Ramsey
- Daniel Raymond
- Ricardo Reis
- George Reisman
- David Ricardo
- Lionel Robbins
- Abraham Robinson
- Paul Craig Roberts
- Denis Robertson
- Joan Robinson
- Paul Romer
- Harvey S. Rosen
- Henry Rosovsky
- Sherwin Rosen
- Walt Whitman Rostow
- Murray Rothbard
- Ariel Rubinstein
- Isaak Russman
- Tadeusz Rybczynski
- Justinian Rweyemamu

### S
- Jeffrey Sachs
- Henri de Saint-Simon
- Paul Samuelson
- José Santana
- Thomas J. Sargent
- Jean-Baptiste Say
- Louis Say
- Herbert Scarf
- Thomas Schelling
- Helmut Schmidt
- John Schmitt
- Gustav von Schmoller
- Theodore Schultz
- Ernst Schumacher
- Joseph Schumpeter
- Anna Schwartz
- Paul Seitz
- Reinhard Selten
- Amartya Sen
- Nassau William Senior
- Süreyya Serdengeçti
- G. L. S. Shackle
- Lloyd Shapley
- David Shapiro
- Neil Shephard
- Robert Shiller
- Andrei Shleifer
- Martin Shubik
- Ota Sik
- Herbert Simon
- Julian Lincoln Simon
- Hans-Werner Sinn
- Eugen Slutsky
- Adam Smith
- Andrzej Sławiński
- Thomas Smith
- Vernon L. Smith
- Manmohan Singh
- Robert Solow
- Werner Sombart
- Hugo F. Sonnenschein
- Thomas Sowell
- Michael Spence
- Piero Sraffa
- T. N. Srinivasan
- Nicholas Stern
- George Stigler
- Joseph E. Stiglitz
- Stanislav Gustavovich Strumilin
- Lawrence Summers
- Robert Summers
- William Graham Sumner
- Lars E. O. Svensson
- Paul Sweezy
- Syahrir
- Edward Szczepanik

### T
- Alex Tabarrok
- Naim Talu
- Nicholas G. Tam
- Yair Tauman
- Frederick Taylor
- Lester G. Telser
- Richard Thaler
- Lester Thurow
- Jan Tinbergen
- Jean Tirole
- James Tobin
- Michael Todaro
- Rodrigue Tremblay
- Giulio Tremonti
- Jean-Claude Trichet
- Robert Triffin
- Gordon Tullock
- Fatafehi Tupoumalohi
- Anne Turgot
- Amos Tversky
- Laura D'Andrea Tyson

### U
- Kazuhide Uekusa
- Hirofumi Uzawa

### V
- Alexander Van der Bellen
- Bruno van Pottelsberghe
- Eugen Varga
- Hal Varian
- Thorstein Veblen
- William Vickrey
- Jacob Viner
- Robert W. Vishny
- Paul Volcker

### W
- Léon Walras
- Carl Walsh
- John Glen Wardrop
- James Webb
- Alfred Weber
- Max Weber
- Mark Weisbrot
- Brian Wesbury
- Knut Wicksell
- Philip H Wicksteed
- Friedrich von Wieser
- Walter E. Williams
- Oliver E. Williamson
- Ulrich Witt
- Michael Woodford
- Holbrook Working

### Y
- Janet Yellen
- Arthur Young
- Mohammad Yunus

### Z
- Arnold Zellner

- A
- Ă
- Â
- B
- C
- D
- Đ
- E
- F
- G
- H
- I
- J
- K
- L
- M
- N
- O
- P
- Q
- R
- S
- T
- U
- Ư
- V
- W
- X
- Y
- Z